# Pellio Intelvi
Pellio Intelvi là một đô thị và thị xã của Ý. Đô thị này thuộc tỉnh Como trong vùng Lombardia. Pellio Intelvi có diện tích km2, dân số theo ước tính năm 2010 của Viện thống kê quốc gia Ý là người. 
Các đơn vị dân cư:
Đô thị Pellio Intelvi giáp với các đô thị: